# Карта
Вижте пояснителната страница за други значения на Карта.
Географската карта е умалено мащабно и математически определено изображение на земната повърхност или част от нея, нанесено върху плоскост с помощта на условни знаци. За разлика от плана в изработването ѝ се взема предвид кривината на Земята. Мащабът варира в по-големи граници. Понеже изобразяването на земната повърхност става върху плоскост, мащабът в отделните части на картата не е еднакъв поради кривината на Земята. 

## Елементи на картата
- Картографско съдържание – това е главният елемент на картата, представляващ картографираната територия.
- Математична основа на картата – Включва мащаба, вътрешната рамка, картографската мрежа от меридиани и паралели, координатната мрежа.
- Допълнително съдържание – съдържа външната рамка, заглавие, легенда, фотоснимка, диаграми, врезки.

## Класификация на картите

### Според обектите на отразяване
- Земни или континентални карти. Това са същинските географски карти на целия свят, на отделните полукълба, на един от континентите или на някоя от страните. Те изобразяват предимно особеностите на сухоземната повърхност.
- Морски карти. Изобразяват океаните и моретата с техните главни особености.
- Астрономически карти. изобразяват положението и разпределението на небесните тела на небосвода. Някои от тях изобразяват Луната.[1]

### Според съдържанието и мащаба
- Общогеографски карти. Те имат богато съдържание, без да се акцентува някой географски елемент. В тях са застъпени онези елементи, които имат геометрично очертание: релеф, реки, езера, пътища, селища и др. В зависимост от мащаба си те се поделят на:
  - Кадастрални планове и карти в мащаб от 1:500 до 1:2000. На тях се изобразяват основно населени места със своите сгради, граници на имоти, инфраструктурни обекти (улици, бордюри, електропреносна мрежа, ВИК съоръжения, мостове, подпорни стени и др.) и релефа. В тях всеки обект в повечето случаи е нанесен мащабно. Предназначени са предимно за проектиране в населените места.
  - Едромащабни топографски карти в мащаб от 1:5000 до 1:10 000. Те обикновено са с размери 50/50 sm и на тях се изобразяват населени места, релеф, хидрография, пътища, растителна покривка и др. Предназначени са изработване на крупни инвестиционни проекти и при научноизследователски и технически дейности.
  - Топографски карти в мащаб 1:25 000 и 1:50 000. Те са предназначени предимно за военни цели, изработват се във военно-географските служби и в повечето от страните са засекретени.
  - Средномащабни топографски карти в мащаб от 1:100 000 до 1:1 000 000. Те обхващат много по-големи територии и също са предназначени предимно за военни цели, но не са секретни.
  - Прегледни общогеографски карти. Те са в мащаб по дребен от 1:1 000 000 и се използват за по-общи задачи и географското им съдържание е силно обобщено.[1]

- Специални или тематични карти. В противоположност на общогеографските карти те съдържат предимно данни върху определен географски елемент и са от особено голямо значение при специалните проучвания. От своя страна те се делят на:
  - Хипсометрични карти. В тях е представен посредством хоризонтали главно релефът на обекта с всичките му особености. За по-голяма прегледност се използва и поясно оцветяване през определени височинни сечения.
  - Геоложки карти. В тях са отразени всички белези на геоложкия строеж на земната кора, скалният ѝ състав и времето на образуването му. Към тази група спадат още и тектонските, вулканските, земетръсните карти, картите на полезните изкопаеми и др.
  - Геоморфоложки карти. В тях е представен произходът на земния релеф: ерозионен, глациален, карстов и др.
  - Климатични карти. В тях са изобразени съчетания от климатични елементи по области или пък само единични климатични елементи. различават се: изотермални, изобарни, изохиетни, изонефни, синоптични и др.
  - Хидрографски карти. В тях са представени подборно водните обекти – реки, езера, блата, които се намират по земната повърхност, техните съоръжения и особености, леглото им, дълбочината им и др.
  - Почвени карти. В тях са показани различните почвени типове по цялата земна повърхност или върху част от нея.
  - Фитогеографски карти. отразяват областите на разпространение на растителните съобщества или на различни видове растения.
  - Зоогеографски карти. В тях са показани областите на разпространение на различните животински групи и видове.
  - Магнитни карти. В тях ся посочени силата и магнитните отклонения или наклонения и магнитните полюси.
  - Морски карти. Те изобразяват големи подробности за океаните и моретата от физикогеографско и съобщително естество.
  - Промишлени карти. В тях ся показани всички промишлени предприятия на дадена територия, групирани по отрасли, по стойности на продукцията и т.н. Те могат да са профилирани и само за един промишлен отрасъл, например – химическа, машиностроителна и друга промишленост.
  - Селскостопански карти. В тях са отразени всички селскостопански отрасли, разпределени в съответна територия. Те могат да бъдат карти за няколко отрасли или за отделен отрасъл. Например карти за растениевъдството, животновъдството, лозарството, бубарството и др.
  - Карти на съобщенията. В тях са изобразени различните видове съобщителни линии: шосета, железопътни линии, авиолинии, телеграфни и телефонни линии и радиовръзки, които са разпределени на дадена територия. Те моат да бъдат и карти само на отделен вид съобщения.
  - Карти на населението и селищата. В тях са посочени разпределението на населението в дадена територия и селищата, степенувани по броя на жителите им.
  - Политико-административни карти. В тях са обозначени с различни цветове и с граници отделните държави и райони. освен тези данни в обобщен вид са нанесени селищата, съобщенията и някои основни хидрографски елементи.
  - Етнографски карти. Чрез тях се дава представа за разпределението на човешките раси, народите, религията, културата, носиите, обичаите, наречията и т.н. по цялото земно кълбо или на отделни територии.
  - Исторически карти. Чрез тях се дава възможност да се проследи политическото и общественото развитие на всички държави или на отделни страни. В някои са отразени отделни важни исторически събития.
  - Туристически карти. В тях са представени с по-големи подробности както физикогеографски, така и икономически елементи за определени важни обекти с указания за разстояния, пътеки, хижи, извори и др.[1]

## Атлас
Атласът е сборник от карти с различна тематика и мащаб за един и същ район. Освен географски данни и политически граници може да съдържа и разнообразна статистическа информация.

## Географски глобус
Географският глобус представлява най-подходящ и съобразен с географските изисквания умален образ на Земята. Той е точно изображение на сферичната земна повърхност. В него са спазени формата, площите и разстоянията между отделните географски обекти. Меридианите и паралелите се пресичат в прави ъгли и навсякъде стоят помежду си във вярно съотношение. Само върху географския глобус не изпъкват картографските деформации и могат да се спазят едновременно условията за равноплощност, равноъгълност и равнодължинност.

## Релефна карта
Релефните карти изобразяват не само хоризонталното разположение на географските обекти, но и техните височинни развития в определен мащаб. Съставят се винаги в два мащаба: хоризонтален и вертикален. Вертикалният е по-голям от хоризонталния, което дава възможност да изпъкне по-добре релефа. Релефните карти изобразяват пластично земния релеф и са много полезни при обучението по география. Те имат предимно ориентировъчен характер, служат най-вече като учебни нагледни средства и се изработват в дребен мащаб. По тях е трудно да се правят измервания на височината, на релефа и неговите наклони поради голямата генерализация. Релефните карти в едър мащаб се правят на малки участъци от земната повърхност, което улеснява изобразяването на повече подробности. Тези карти са трудно преносими и през последните години се изработват от пластмаса.

## Развитие на картографията в България
Историческото развитие на картографията в България може да бъде разделено на три основни периода:
- първи – до Руско-турската освободителна война;
- втори – от Освобождението до Втората световна война;
- трети – след Втората световна война.